# Flachflöte
Il flachflöte è un particolare registro dell'organo.

## Struttura
Il flachflöte è un registro ad anima della famiglia dei flauti, originariamente costruito con canne in legno, esistente nella misure da 8', 4', 2' o 1'. La sua prima apparizione si attesta all'inizio del XVII secolo. Benché fosse originariamente in legno, nel corso del tempo vennero realizzati anche flachflöte con canne di metallo, con le forme più diverse. Spesso viene considerato molto simile, se non uguale, allo spitzflöte.
È anche conosciuto con i nomi di Flachpfeife, Vlakfluit e Vlakflöte.